# Trypogeus
Trypogeus is een kevergeslacht uit de familie van de boktorren (Cerambycidae). De wetenschappelijke naam van het geslacht werd voor het eerst geldig gepubliceerd in 1869 door Lacordaire.

## Soorten
Trypogeus omvat de volgende soorten:
- Trypogeus albicornis Lacordaire, 1869
- Trypogeus apicalis Fisher, 1936
- Trypogeus aureopubens (Pic, 1903)
- Trypogeus barclayi Vives, 2007
- Trypogeus cabigasi Vives, 2005
- Trypogeus coarctatus Holzschuh, 2006
- Trypogeus fuscus Nonfried, 1894
- Trypogeus javanicus Aurivillius, 1925
- Trypogeus sericeus (Gressitt, 1951)
- Trypogeus superbus (Pic, 1922)